# NGC 7140
NGC 7140 (ook: NGC 7141) is een balkspiraalstelsel in het sterrenbeeld Indiaan. Het hemelobject werd op 4 oktober 1834 ontdekt door de Britse astronoom John Herschel.

## Synoniemen
- ESO 189-7
- FAIR 354
- AM 2148-554
- IRAS 21488-5548
- PGC 67532